# Liste der denkmalgeschützten Objekte in Gmünd (Niederösterreich)
Die Liste der denkmalgeschützten Objekte in Gmünd enthält die 28 denkmalgeschützten, unbeweglichen Objekte der Gemeinde Gmünd.

## Denkmäler
| Foto |                 | Denkmal                                                                                                 | Standort                                          | Beschreibung | Metadaten |
| ---- | --------------- | --- | ------------------------------------------------- | --- | --- |
| ja   | Datei hochladen | Ehem. Eisenberger-Fabrik HERIS-ID: 29331 Objekt-ID: 25973                                               | Litschauer Straße 23 Standort KG: Böhmzeil        | Als Standort einer Textilfabrik ist das Grundstück schon 1912 nachgewiesen, damals betrieben von dem Wiener Web- und Wirkwarenunternehmen Anton Kunz & Söhne. 1920 ging die Fabrik an den Wiener Seidenwarenfabrikanten Georg Samuel Eisenberger. Eisenberger ließ einen neuen dreigeschoßigen Fabriksbau durch die Gmündner Baufirma Heinzel & Mokesch errichten, der 1924 fertiggestellt wurde und dessen charakteristisches Aussehen bis heute erhalten ist. | BDA-Hist.: Q37925870 Status: Bescheid Stand der BDA-Liste: 2025-06-30 Name: Ehem. Eisenberger-Fabrik GstNr.: 74/4 Eisenbergerfabrik, Gmünd |
| ja   | Datei hochladen | Ortskapelle hl. Maria HERIS-ID: 29286 Objekt-ID: 25928                                                  | bei Breitenseer Straße 39 Standort KG: Breitensee | Die 1870 erbaute Kapelle besitzt einen barocken Nischenaltar (um 1800) und eine Orgel von Franz Capek aus dem Jahr 1929. | BDA-Hist.: Q37925569 Status: § 2a Stand der BDA-Liste: 2025-06-30 Name: Ortskapelle hl. Maria GstNr.: 511/5 Ortskapelle Breitensee (Gemeinde Gmünd) |
| ja   | Datei hochladen | Ehem. Aufnahmsgebäude der Halte- und Ladestelle Neu-Nagelberg HERIS-ID: 29340 Objekt-ID: 25983          | Nagelberger Straße 52 Standort KG: Breitensee     | Das Aufnahmsgebäude an der Strecke der Waldviertler Schmalspurbahnen wurde 1900 errichtet. | BDA-Hist.: Q37925939 Status: Bescheid Stand der BDA-Liste: 2025-06-30 Name: Ehem. Aufnahmsgebäude der Halte- und Ladestelle Neu-Nagelberg GstNr.: 761 Aufnahmsgebäude Bahnhof Neu Nagelberg                                                                                                |
| ja   | Datei hochladen | Wohnhaus, ehem. Postamt HERIS-ID: 73111 Objekt-ID: 86396                                                | Bahnhofstraße 10 Standort KG: Gmünd               | Das Wohnhaus wurde um 1930 erbaut. | BDA-Hist.: Q38131971 Status: Bescheid Stand der BDA-Liste: 2025-06-30 Name: Wohnhaus, ehem. Postamt GstNr.: 53/8 Ehemaliges Postamt Bahnhofstraße 10, Gmünd |
| ja   | Datei hochladen | Ehem. Arbeitsamt HERIS-ID: 16606 Objekt-ID: 12871                                                       | Bahnhofstraße 33 Standort KG: Gmünd               | Das Arbeitsamt wurde 1932/1933 nach Plänen des Architekten Ernst Plischke errichtet. | BDA-Hist.: Q37821294 Status: Bescheid Stand der BDA-Liste: 2025-06-30 Name: Ehem. Arbeitsamt GstNr.: 916/3 Arbeitsamt Gmünd |
| ja   | Datei hochladen | Evang. Pfarrkirche A.B./Friedenskirche und Pfarrhaus HERIS-ID: 29337 Objekt-ID: 25980                   | Bahnhofstraße 36 Standort KG: Gmünd               | Die evangelisch-lutherische Friedenskirche ist ein Werk des Architekten Clemens Kattner und wurde 1910/1911 erbaut. | BDA-Hist.: Q1456789 Status: § 2a Stand der BDA-Liste: 2025-06-30 Name: Evang. Pfarrkirche A.B./Friedenskirche und Pfarrhaus GstNr.: 1581 Friedenskirche Gmünd |
| ja   | Datei hochladen | Herz-Jesu Kirche HERIS-ID: 29336 Objekt-ID: 25979                                                       | Lagerstraße 61 Standort KG: Gmünd                 | Die Herz-Jesu-Kirche wurde von 1950 bis 1953 nach Plänen des Architekten Josef Friedl erbaut. Die Wandmalereien und Figuren stammen unter anderem von Carl Hermann, Lucia Jirgal, Othmar Lux und Adolf Treberer-Treberspurg. Die Orgel aus 1955 ist ein Werk der Gebrüder Mauracher. | BDA-Hist.: Q1614965 Status: § 2a Stand der BDA-Liste: 2025-06-30 Name: Herz-Jesu Kirche GstNr.: 1180/61 Herz-Jesu-Kirche, Gmünd |
| ja   | Datei hochladen | Figurenbildstock hl. Johannes Nepomuk HERIS-ID: 29294 Objekt-ID: 25936                                  | Mühlgasse Standort KG: Gmünd                      | Die Steinfigur bei der Lainsitzbrücke ist mit der Jahreszahl 1748 bezeichnet. | BDA-Hist.: Q37925599 Status: § 2a Stand der BDA-Liste: 2025-06-30 Name: Figurenbildstock hl. Johannes Nepomuk GstNr.: 1590/26 Johannes Nepomuk, Gmünd NÖ |
| ja   | Datei hochladen | Bruckmühle, ehem. Wassertormühle HERIS-ID: 29329 Objekt-ID: 25971                                       | Mühlgasse 1 Standort KG: Gmünd                    | Die Mühle an der Lainsitz wurde 1569 erstmals urkundlich genannt. | BDA-Hist.: Q37925858 Status: Bescheid Stand der BDA-Liste: 2025-06-30 Name: Bruckmühle, ehem. Wassertormühle GstNr.: 160/1, 160/2 Bruckmühle, Gmünd |
| ja   | Datei hochladen | Wohnhaus HERIS-ID: 29327 Objekt-ID: 25969                                                               | Pestalozzigasse 8 Standort KG: Gmünd              | Dieses Gebäude wurde 1916 als Schwesternheim für die Lagerchirurgie des auf dem Gebiet der heutigen Gmünd-Neustadt befindlichen, bis zu 50.000 Personen fassenden Flüchtlingslagers Gmünd errichtet. | BDA-Hist.: Q37925829 Status: § 2a Stand der BDA-Liste: 2025-06-30 Name: Wohnhaus GstNr.: 1158/2 |
| ja   | Datei hochladen | Ehem. Palmenhaus im Schlosspark HERIS-ID: 29323 Objekt-ID: 25965                                        | Schloßparkgasse 4 Standort KG: Gmünd              | Das frühhistoristische Bauwerk stammt aus dem Jahr 1858. | BDA-Hist.: Q37925784 Status: Bescheid Stand der BDA-Liste: 2025-06-30 Name: Ehem. Palmenhaus im Schlosspark GstNr.: 51/7 Ehem. Palmenhaus im Schlosspark Gmünd |
| ja   | Datei hochladen | Hauptschule HERIS-ID: 29326 Objekt-ID: 25968                                                            | Schulgasse 1 Standort KG: Gmünd                   | Das secessionistische Schulgebäude wurde von 1910 bis 1912 erbaut. | BDA-Hist.: Q37925815 Status: § 2a Stand der BDA-Liste: 2025-06-30 Name: Hauptschule GstNr.: 897 Hauptschule 2 Gmünd |
| ja   | Datei hochladen | Schloss Gmünd HERIS-ID: 29324 Objekt-ID: 25966                                                          | Stadtplatz 1 Standort KG: Gmünd                   | Das im Kern romanische Schloss wurde im 17. Jahrhundert zur Vierflügelanlage erweitert. Dorothea von Liechtenstein stiftete 1382 die Schlosskapelle. | BDA-Hist.: Q37925800 Status: Bescheid Stand der BDA-Liste: 2025-06-30 Name: Schloss Gmünd GstNr.: 50, 56/1 Schloss Gmünd |
| ja   | Datei hochladen | Alte Post HERIS-ID: 29321 Objekt-ID: 25963                                                              | Stadtplatz 2 Standort KG: Gmünd                   | Das 1576 errichtete Gebäude besitzt ein Renaissance-Portal und wurde im 19. Jahrhundert aufgestockt. | BDA-Hist.: Q37925755 Status: Bescheid Stand der BDA-Liste: 2025-06-30 Name: Alte Post GstNr.: 48 Alte Post, Gmünd |
| ja   | Datei hochladen | Ehem. Huf- und Wagenschmiede samt Ausstattung und Einrichtung HERIS-ID: 29318 Objekt-ID: 25960seit 2018 | Stadtplatz 11 Standort KG: Gmünd                  | | BDA-Hist.: Q105643112 Status: Bescheid Stand der BDA-Liste: 2025-06-30 Name: Ehem. Huf- und Wagenschmiede samt Ausstattung und Einrichtung GstNr.: 80 Stadtplatz 11, Gmünd |
| ja   | Datei hochladen | Wohn- und Geschäftshaus HERIS-ID: 29313 Objekt-ID: 25955                                                | Stadtplatz 23 Standort KG: Gmünd                  | Die Giebelfassade stammt von Ende des 16. Jahrhunderts / Anfang des 17. Jahrhunderts. | BDA-Hist.: Q37925740 Status: Bescheid Stand der BDA-Liste: 2025-06-30 Name: Wohn- und Geschäftshaus GstNr.: 100 Stadtplatz 23, Gmünd |
| ja   | Datei hochladen | Altes Rathaus/Museum HERIS-ID: 29311 Objekt-ID: 25953                                                   | Stadtplatz 26 Standort KG: Gmünd                  | Das Renaissance-Bauwerk wurde in der zweiten Hälfte des 16. Jahrhunderts errichtet. Sein Giebelturm wurde 1988 rekonstruiert. | BDA-Hist.: Q37925723 Status: § 2a Stand der BDA-Liste: 2025-06-30 Name: Altes Rathaus/Museum GstNr.: 103 Altes Rathaus, Gmünd |
| ja   | Datei hochladen | Wohn- und Wirtschaftsgebäude samt 2 Höfen HERIS-ID: 29309 Objekt-ID: 25951                              | Stadtplatz 31 Standort KG: Gmünd                  | Das ursprünglich spätgotische Gebäude besitzt eine Renaissance-Fassade aus dem dritten Viertel des 16. Jahrhunderts. | BDA-Hist.: Q37925707 Status: Bescheid Stand der BDA-Liste: 2025-06-30 Name: Wohn- und Wirtschaftsgebäude samt 2 Höfen GstNr.: 108/1 Stadtplatz 31, Gmünd |
| ja   | Datei hochladen | Wohn- und Geschäftshaus HERIS-ID: 29307 Objekt-ID: 25949                                                | Stadtplatz 33 Standort KG: Gmünd                  | Das ursprünglich spätgotische Gebäude besitzt eine Renaissance-Fassade aus dem dritten Viertel des 16. Jahrhunderts. | BDA-Hist.: Q37925682 Status: Bescheid Stand der BDA-Liste: 2025-06-30 Name: Wohn- und Geschäftshaus GstNr.: 109 Stadtplatz 33, Gmünd |
| ja   | Datei hochladen | Wohnhaus, Glas- und Steinmuseum HERIS-ID: 29306 Objekt-ID: 25948                                        | Stadtplatz 34 Standort KG: Gmünd                  | Das neobarocke Haus wurde um 1900 erbaut. | BDA-Hist.: Q37925668 Status: § 2a Stand der BDA-Liste: 2025-06-30 Name: Wohnhaus, Glas- und Steinmuseum GstNr.: 24 Glas- und Steinmuseum Gmünd |
| ja   | Datei hochladen | Kath. Pfarrkirche hl. Stephan HERIS-ID: 29338 Objekt-ID: 25981                                          | Stadtplatz 45 Standort KG: Gmünd                  | Die ursprünglich romanische Kirche wurde im 13. und 15. Jahrhundert ausgebaut. Der heutige Kirchturm wurde von 1852 bis 1854 errichtet. Der Chor wurde 1981/1982 nach Plänen des Architekten Clemens Holzmeister erweitert. Die Kirche besitzt eine neugotische Einrichtung. | BDA-Hist.: Q2083184 Status: § 2a Stand der BDA-Liste: 2025-06-30 Name: Kath. Pfarrkirche hl. Stephan GstNr.: 1 Kirche St. Stephan Gmünd, Lower Austria |
| ja   | Datei hochladen | Pfarrhof HERIS-ID: 29299 Objekt-ID: 25941                                                               | Stadtplatz 45 Standort KG: Gmünd                  | Der Pfarrhof wurde von 1744 bis 1751 erbaut. | BDA-Hist.: Q37925653 Status: § 2a Stand der BDA-Liste: 2025-06-30 Name: Pfarrhof GstNr.: 119/1 Pfarrhof Gmünd, Lower Austria |
| ja   | Datei hochladen | Wohn- und Geschäftshaus, ehem. Spital HERIS-ID: 29298 Objekt-ID: 25940                                  | Stadtplatz 50 Standort KG: Gmünd                  | Die Fassade wurde um 1920 gestaltet. | BDA-Hist.: Q37925638 Status: Bescheid Stand der BDA-Liste: 2025-06-30 Name: Wohn- und Geschäftshaus, ehem. Spital GstNr.: 7 Stadtplatz 50, Gmünd |
| ja   | Datei hochladen | Ehem. Schule HERIS-ID: 29297 Objekt-ID: 25939                                                           | Stadtplatz 52 Standort KG: Gmünd                  | Das frühhistoristische Gebäude ist mit der Jahreszahl 1875 bezeichnet. | BDA-Hist.: Q37925614 Status: Bescheid Stand der BDA-Liste: 2025-06-30 Name: Ehem. Schule GstNr.: 2 Stadtplatz 52, Gmünd |
| ja   | Datei hochladen | Villa HERIS-ID: 65021 Objekt-ID: 77829                                                                  | Walterstraße 18 Standort KG: Gmünd                | Die Villa besitzt eine secessionistische Fassade aus der Zeit um 1910. | BDA-Hist.: Q38108980 Status: Bescheid Stand der BDA-Liste: 2025-06-30 Name: Villa GstNr.: 887/10 Villa Walterstraße 18, Gmünd |
| ja   | Datei hochladen | Friedhof, Friedhofskreuz, Mausoleum HERIS-ID: 29290 Objekt-ID: 25932                                    | Standort KG: Gmünd                                | Der Friedhof wurde 1803 angelegt. Das Friedhofskreuz stammt ebenso wie das neuromanische Mausoleum des Erzherzogs Sigismund aus dem Jahr 1892. Letzteres ist ein Werk des Architekten Max Kaiser. | BDA-Hist.: Q37925586 Status: § 2a Stand der BDA-Liste: 2025-06-30 Name: Friedhof, Friedhofskreuz, Mausoleum GstNr.: 1551/21, 1559/3, 1570/1 Cemetery of Gmünd, Lower Austria |
| ja   | Datei hochladen | Persönlichkeitsdenkmal Josef II. HERIS-ID: 29322 Objekt-ID: 25964                                       | Standort KG: Gmünd                                | Die Kaiser Joseph II. darstellende Büste im Schlosspark ist mit der Jahreszahl 1884 bezeichnet. | BDA-Hist.: Q37925771 Status: § 2a Stand der BDA-Liste: 2025-06-30 Name: Persönlichkeitsdenkmal Josef II. GstNr.: 51/1 Monument Joseph II, Gmünd, Lower Austria |
| ja   | Datei hochladen | Stadtmauer Gmünd HERIS-ID: 66644 Objekt-ID: 79552seit 2016                                              | Standort KG: Gmünd                                | Die Grenz- und Burgstadt Gmünd wurde um 1200 am Gemünde (Zusammenfluss) der Lainsitz und des Braunaubachs durch Hadmar II. von Kuenring (um 1140–1217) planmäßig gegründet und in der ersten Hälfte des 13. Jahrhunderts ausgebaut. 1217 wurde eine Burg genannt. | BDA-Hist.: Q38113965 Status: Bescheid Stand der BDA-Liste: 2025-06-30 Name: Stadtmauer Gmünd GstNr.: 1, 118, 119/1, 120, 20, 122, 126, 24, 133, 134, 51/1, 145/1, 148/1, 127/1, 23/2, 21/1, 129, 25/2, 2, 26/2, 27, 28, 7, 42, 43/2, 44, 48, 60/2, 46, 11, 63/1, 13, 15 City wall of Gmünd |